# Microtropesa obtusa
Microtropesa obtusa là một loài ruồi trong họ Tachinidae.